# Superkubak Belarusi 2023
La Superkubak Belarusi 2023 è stata la quattordicesima edizione dell'omonima competizione, disputata il 25 febbraio 2023, allo Stadio Dinamo-Yuni di Minsk, tra lo Šachcër Salihorsk, vincitore della Vyšėjšaja Liha 2022, e il Homel', vincitore della Kubak Belarusi 2021-2022.
Lo Šachcër Salihorsk ha vinto il trofeo per la seconda volta nella sua storia, battendo il Homel' col punteggio di 1-0.

## Tabellino
| Arbitro: | Šimusik |

|  |           |                   |
|  | Marcatori | 34’ Placca Fessou |